# Чагыран, Мерве
Мерве́ Чагыра́н (тур. Merve Çağıran; род. 13 июля 1992, Балыкесир) — турецкая актриса

 кино и телевидения.

## Биография и карьера
Мерве Чагыран родилась 13 июня 1992 года в Балыкесире (Турция). Позже семья Чагыран переехала в Измир, где Мерве получила начальное и среднее образование. Также она окончила Арт-хаус академию 35Buçuk.
В 2010 году Чагыран дебютировала на телевидении, сыграв роль Севды в телесериале «Одна Турция». В 2018 году она стала лауреатом премии «Золотая бабочка» в категории «Восходящая звезда», а в 2020 году — лауреатом телевизионной премии газеты Ayaklı в категории «Лучшая актриса второго плана» за роль Мераль Аксу в телесериале «Столкновение» (2018—2019).

## Фильмография
| Год       |     | Русское название          | Оригинальное название          | Роль                        |
| --------- | --- | ------------------------- | ------------------------------ | --------------------------- |
| 2010      | с   | Одна Турция               | Tek Türkiye                    | Севда                       |
| 2011      | с   | Тополь Йеллери            | Kavak Yelleri                  | Гюльчин                     |
| 2011      | с   | Жизнь есть                | Elde Var Hayat                 | Айшегюль                    |
| 2012—2013 | с   | Различные узоры           | Farklı Desenler                | Видждан Кахраман            |
| 2013      | с   | Команда 1 — Обычные духи  | Ekip 1 — Nizama Adanmış Ruhlar | Алейна                      |
| 2013—2014 | с   | Люди без будущего         | Ötesiz İnsanlar                | Хазал                       |
| 2013—2014 | с   | Отряд особого назначения  | Şefkat Tepe                    | Диджле                      |
| 2014      | с   | Спираль предательства     | Hıyanet Sarmalı                |                             |
| 2014      | с   | Сбежавшие невесты         | Kaçak Gelinler                 | Гюнеш Генчер                |
| 2014—2015 | с   | Маленькая невеста         | Küçük Gelin                    | Хавин                       |
| 2015      | ф   | Наша история              | Bizim Hikaye                   | девушка в хиджабе           |
| 2015      | с   | Милые маленькие обманщицы | Tatlı Küçük Yalancılar         | Жансет                      |
| 2016      | ф   | Вместо нас двоих          | İkimizin Yerine                | Севиль                      |
| 2016—2017 | с   | Любовь не понимает слов   | Aşk Laftan Anlamaz             | Ипек Барбарос / Акар        |
| 2017      | кор | Положительный             | Ölümlü                         | Бериль                      |
| 2017      | с   | Фи, Чи, Пи                | Fi                             | Джерен                      |
| 2017—2018 | с   | Сердцебиение              | Kalp Atışı                     | Ипек Эрдем                  |
| 2018      | ф   | Клуб неудачников в пути   | Kaybedenler Kulübü Yolda       | Гае                         |
| 2018—2019 | с   | Степь                     | Bozkır                         | Нихаль                      |
| 2018—2019 | с   | Столкновение              | Çarpışma                       | Мераль Аксу                 |
| 2019—2020 | с   | Ребёнок                   | Çocuk                          | Акча Йылмаз / Четин         |
| 2021—2022 | с   | Сердечная рана            | Kalp Yarası                    | Ханде Вароглу / Санджакзаде |
| 2023      | ф   | Никто                     | Hiç                            |                             |
| 2023      | ф   | Для женщин                | Kadınlara Mahsus               |                             |